# Blues in 12 misure
Il blues in 12 misure è la tipica struttura metrica della musica blues, articolata appunto su 12 misure invece che sulle otto tipiche della musica classica ma anche della moderna musica rock e pop. Armonicamente presenta una tipica progressione tonica-sottodominante-dominante, distribuite sulle dodici misure in modo da rispecchiare la struttura del canto: domanda nelle prime 4 misure, risposta nelle successive 4 e conclusione nelle ultime.
Lo schema dei gradi degli accordi è il seguente:
| I (tonica)    | I (o IV, sottodominante) | I | I |
| IV            | IV                       | I | I |
| V (dominante) | IV                       | I | V |

Ad esempio nel caso di un blues in Fa si ha:
| Fa7  | Fa7 (o Si♭7) | Fa7 | Fa7 (o Ladim7) |
| Si♭7 | Si♭7         | Fa7 | Fa7            |
| Do7  | Si♭7         | Fa7 | Fa7 Do7        |

Esiste anche una forma blues in modo minore che è abbastanza diffusa soprattutto nel jazz caratterizzata dall'uso di accordi minori.
| Fa−7  | Si♭−7  | Fa−7 | Fa−7 |
| Si♭−7 | Si♭−7  | Fa−7 | Fa−7 |
| Re♭7  | Do7alt | Fa−7 | Fa−7 |

## La struttura a 12 misure nel jazz
Nella metà del secolo scorso i musicisti jazz (e in particolare Charlie Parker) hanno rivisitato la forma del blues, partendo dalla sua essenzialità armonica e avvicinandolo al linguaggio del bebop.
La struttura armonica base del blues diviene la seguente:
| Fa7   | Si♭7 (o Fa7) | Fa7 | Do−7 Fa7  |
| Si♭7  | Si♭7         | Fa7 | Fa7       |
| Sol−7 | Do7          | Fa7 | Sol−7 Do7 |

Si noti l'introduzione di due sequenze ii-V-I(dom) e ii-V nelle ultime quattro battute, che variano la successione armonica continuando tuttavia a sottolineare la tonalità (Fa in questo caso) della forma.
Su tale successione di base vengono poi praticati i numerosi artifici armonici che caratterizzano la musica jazz (sostituzioni, introduzione di ponti modulanti II-V-I, turn around). Fra queste, la più famosa e citata è la forma introdotta da Charlie Parker nel suo brano "Blues for Alice", forma nota come "Bird's blues" dal soprannome di Parker (Bird).
| Fa6 (o Fa7) | Mi−7 La7   | Re−7 Sol7 | Do−7 Fa7   |
| Si♭6        | Si♭−7 Mi♭7 | Fa6       | La♭−7 Re♭7 |
| Sol−7       | Do7        | La−7 Re−7 | Sol−7 Do7  |

Su questa forma si sono poi innestate altre semplificazioni e variazioni; eccone un esempio:
| Fa7   | Si♭7 | Fa7 | Do−7 Fa7 |
| Si♭7  | Si♭7 | Fa7 | Re7      |
| Sol−7 | Do7  | Fa7 | Do7      |

## Varianti
Nel jazz come nel rock, la struttura base della forma blues è stata in più occasioni modificata, ad esempio allungandola a 24 o 16 battute, ottenendo, con l'inserimento di passaggi armonici addizionali (ad esempio pedali o modulazioni) varie forme allungate (a volte dette long meter).

## Esempi di blues in 12 misure
Le progressioni di blues in 12 misure sono alla base di migliaia di canzoni, non solo blues. La maggior parte delle composizioni boogie-woogie sono blues in 12 misure, come molte delle prime canzoni rock. Noti esempi di blues in 12 misure sono:
- Ray Charles in What'd I Say (1959)
- Rock Around the Clock (1952), resa famosa da Bill Haley
- Muddy Waters in Train Fare Blues (1948)
- Howlin' Wolf in Evil (1954)
- Big Joe Turner in Shake, Rattle, and Roll (1954)
- Nappy Brown in Night Time Is the Right Time (1957), resa famosa da Ray Charles
- Henry Mancini in Baby Elephant Walk (1961)
- The Surfaris in Wipeout (1963)
- James Brown in Night Train (1966)
- Duffy nel ritornello di Mercy (2011)
- Gene Vincent in Be-Bop-A-Lula
- Elvis Presley in Hound Dog e il lato A di All Shook Up. Heartbreak Hotel è una versione ridotta di blues in 12 misure
- Molte canzoni dei Beatles scritte da Lennon & McCartney, incluse Can't Buy Me Love, Day Tripper, la struttura dei versi di I Want You (She's So Heavy), e ovviamente canzoni blues come Why Don't We Do It in the Road?, Birthday, For You Blue e Yer Blues
- Jimi Hendrix in Red House (1967)
- Louis Prima in Jump, Jive and Wail
- Johnny Cash in Folsom Prison Blues
- King Oliver Creole in Dippermouth Blues
- Mungo Jerry in In the Summertime
- Little Richard in Tutti Frutti
- The White Stripes in Ball and Biscuit
- Tush degli ZZ Top è un esempio rock di blues in 12 misure
- Prince in Kiss lunga solo 8 battute
- Georgia Satellites in Keep Your Hands to Yourself
- Stevie Ray Vaughan in Pride and Joy
- Led Zeppelin in The Girl I Love She Got Long Black Wavy Hair, in Rock and Roll e nelle loro cover di You Shook Me e Traveling Riverside Blues
- Give Me One Reason, di Tracy Chapman
- Batman Theme, di Neal Hefti nella serie televisiva Batman del 1966